# Isla Prat
Isla Prat är en ö i Chile.   Den ligger i regionen Región de Aisén, i den södra delen av landet, 1 700 km söder om huvudstaden Santiago de Chile. Arean är 761 kvadratkilometer.
Terrängen på Isla Prat är kuperad. Öns högsta punkt är 1 172 meter över havet. Den sträcker sig 42,7 kilometer i nord-sydlig riktning, och 36,0 kilometer i öst-västlig riktning.
I omgivningarna runt Isla Prat växer i huvudsak blandskog. Trakten runt Isla Prat är nära nog obefolkad, med mindre än två invånare per kvadratkilometer.